# Rubus impar
Rubus impar är en rosväxtart som beskrevs av Liberty Hyde Bailey. Rubus impar ingår i släktet rubusar, och familjen rosväxter. Inga underarter finns listade i Catalogue of Life.